# سبرينغفيلد (تينيسي)
سبرينغفيلد (بالإنجليزية: Springfield, Tennessee)‏ هي مدينة تقع بولاية تينيسي في وسط شرق الولايات المتحدة. تبلغ مساحة هذه المدينة 31.6 (كم²)، وترتفع عن سطح البحر 203 م، بلغ عدد سكانها 18243 نسمة في عام 2010 حسب إحصاء مكتب تعداد الولايات المتحدة وتصل الكثافة السكانية فيها 453.3 نسمة/كم2.

## التركيبة السكانية
حدّد مكتب تعداد الولايات المتحدة بيانات التركيبة السكانية لسبرينغفيلد في تعداد الولايات المتحدة. في ما يلي، التركيبة السكانية حسب تعدادي 2000 و2010.

### تعداد عام 2000
بلغ عدد سكان سبرينغفيلد 14,329 نسمة بحسب تعداد عام 2000، وبلغ عدد الأسر 5,453 أسرة وعدد العائلات 3,777 عائلة مقيمة في المدينة. في حين سجلت الكثافة السكانية 421.1 نسمة لكل كيلومتر مربع (1,090.6/ميل2). وبلغ عدد الوحدات السكنية 5,836 وحدة بمتوسط كثافة قدره 171.5 لكل كيلومتر مربع (444.2/ميل2).
وتوزع التركيب العرقي للمدينة بنسبة 70.56% من البيض و25.91% من الأمريكيين الأفارقة و0.37% من الأمريكيين الأصليين و0.56% من الأمريكيين ذوي الأصول الآسيوية و0.03% من سكان جزر المحيط الهادئ و1.76% من الأعراق الأخرى و0.81% من عرقين مختلطين أو أكثر و6.94% من الهسبانيون أو اللاتينيون من أي عرق.
بلغ عدد الأسر 5,453 أسرة كانت نسبة 37% منها لديها أطفال تحت سن الثامنة عشر تعيش معهم، وبلغت نسبة الأزواج القاطنين مع بعضهم البعض 45.7% من أصل المجموع الكلي للأسر، ونسبة 18.4% من الأسر كان لديها معيلات من الإناث دون وجود شريك،  بينما كانت نسبة 5.2% من الأسر لديها معيلون من الذكور دون وجود شريكة وكانت نسبة 30.7% من غير العائلات. تألفت نسبة 25.8% من أصل جميع الأسر من عدة أفراد يعيشون في نفس المنزل ونسبة 11.7% كانت تتألف من شخص يعيش بمفرده يبلغ من العمر 65 عاماً أو أكثر. وبلغ متوسط حجم الأسرة المعيشية 2.55، أما متوسط حجم العائلات فبلغ 3.00.
بلغ العمر الوسطي للسكان 34.7 عاماً. وكانت نسبة 24.8% من القاطنين تحت سن الثامنة عشر، وكانت نسبة 10.9% بين الثامنة عشر والرابعة والعشرين عاماً، ونسبة 28.3% كانت واقعةً في الفئة العمرية ما بين الخامسة والعشرين والرابعة والأربعين عاماً، ونسبة 20.1% كانت ما بين الخامسة والأربعين والرابعة والستين، ونسبة 13.1% كانت ضمن فئة الخامسة والستين عاماً فما فوق. يوجد لكل 100 أنثى 92.3 ذكر، ويوجد لكل 100 أنثى في الثامنة عشر من عمرها فما فوق 88.2 ذكر.
بلغ متوسط دخل الأسرة في المدينة 33,379 دولارًا، أما متوسط دخل العائلة فبلغ 42,018 دولارًا. وكان متوسط دخل الذكور 32,270 دولارًا مقابل 22,765 دولارًا للإناث. وسجل دخل الفرد الخاص بالمدينة 17,322 دولارًا. وكانت نسبة 13.7% من العائلات ونسبة 17.7% من السكان تحت خط الفقر، وكان من هؤلاء نسبة 23.2% تحت سن الثامنة عشر ونسبة 17.7% في الخامسة والستين من العمر وما فوق.

### تعداد عام 2010
بلغ عدد سكان سبرينغفيلد 16,440 نسمة بحسب تعداد عام 2010، وبلغ عدد الأسر 6,105 أسرة وعدد العائلات 4,101 عائلة مقيمة في المدينة. في حين سجلت الكثافة السكانية 483.1 نسمة لكل كيلومتر مربع (1,251.2/ميل2). وبلغ عدد الوحدات السكنية 6,745 وحدة بمتوسط كثافة قدره 198.2 لكل كيلومتر مربع (513.3/ميل2).
وتوزع التركيب العرقي للمدينة بنسبة 65.85% من البيض و23.69% من الأمريكيين الأفارقة و0.38% من الأمريكيين الأصليين و0.64% من الأمريكيين ذوي الأصول الآسيوية و0.10% من سكان جزر المحيط الهادئ و7.31% من الأعراق الأخرى و2.03% من عرقين مختلطين أو أكثر و15.45% من الهسبانيون أو اللاتينيون من أي عرق.
بلغ عدد الأسر 6,105 أسرة كانت نسبة 35.7% منها لديها أطفال تحت سن الثامنة عشر تعيش معهم، وبلغت نسبة الأزواج القاطنين مع بعضهم البعض 41.2% من أصل المجموع الكلي للأسر، ونسبة 19.1% من الأسر كان لديها معيلات من الإناث دون وجود شريك،  بينما كانت نسبة 6.8% من الأسر لديها معيلون من الذكور دون وجود شريكة وكانت نسبة 32.8% من غير العائلات. تألفت نسبة 27% من أصل جميع الأسر من عدة أفراد يعيشون في نفس المنزل ونسبة 10.2% كانت تتألف من شخص يعيش بمفرده يبلغ من العمر 65 عاماً أو أكثر. وبلغ متوسط حجم الأسرة المعيشية 2.60، أما متوسط حجم العائلات فبلغ 3.09.
بلغ العمر الوسطي للسكان 33.9 عاماً. وكانت نسبة 25.2% من القاطنين تحت سن الثامنة عشر، وكانت نسبة 9.8% بين الثامنة عشر والرابعة والعشرين عاماً، ونسبة 28.4% كانت واقعةً في الفئة العمرية ما بين الخامسة والعشرين والرابعة والأربعين عاماً، ونسبة 23.6% كانت ما بين الخامسة والأربعين والرابعة والستين، ونسبة 12.9% كانت ضمن فئة الخامسة والستين عاماً فما فوق. وتوزع التركيب الجنسي للسكان بنسبة 48.5% ذكور و51.5% إناث.

## أعلام
- دانيال إي. غاريت
- ريتشارد تشيذام
- جون إل. هيد
- بيل مونرو
- ريتشارد بوون تشيذام
- إدوارد سوندرز تشيذام

## وصلات خارجية
- http://www.springfield-tn.org
- The US50 - Cities and Towns in Tennessee State